# Heimatverband für den Kreis Steinburg
Der Heimatverband für den Kreis Steinburg e. V. mit Sitz in Itzehoe ist ein Kreisverein des Schleswig-Holsteinischer Heimatbund (SHHB) mit rund 1000 Mitgliedern. 

## Geschichte
Der Heimatverband wurde 1934 gegründet. Zweck des Verbandes war die „Pflege und das Verständnis für die nordische Kultur“, wie es satzungsgemäß formuliert steht. In zahlreichen Aktivitäten werden die Ziele umgesetzt. So wird seit 1957 das „Steinburger Jahrbuch“ herausgegeben, das sich Jahr für Jahr einem anderen Schwerpunktthema widmet. Im Steinburger Jahrbuch von 2013 geht es zum Beispiel um die Proteste um das Brokdorfer Atomkraftwerk.
Im Winterhalbjahr bietet der Verein jeweils sechs Vorträge mit kulturellem und heimatkundlichem Inhalt an, wie etwa die „Industriegeschichte Schleswig-Holsteins“ oder der „Wandel des bäuerlichen Wohnens im ausgehenden 19. Jahrhunderts“. Jährlich werden zwei Studienfahrten als Tagestouren angeboten. 
Im Heimatverband gibt es verschiedene Arbeitsgruppen, die sich jeweils mit kulturgeschichtlichen, archäologischen, sprachlichen (niederdeutsch) und botanischen Themen befassen. Seit vielen Jahren werden vom Heimatverband an den Baudenkmälern des Kreises wie Kirchen, Rathäusern, Palais und Bürgerhäusern (z. B. Sonnin-Kirche, Brockdorff-Palais, Altes Rathaus Wilster) Tafeln angebracht, die über das Bauwerk informieren. Die Aktivitäten dieser Arbeitsgruppe haben zahlreiche Steinburger Gemeinden dazu veranlasst Ortschroniken zu verfassen. Der Kreis Steinburg hat im Landesvergleich, die meisten Ortschroniken zu verzeichnen.
Der Heimatverband ist zugleich Förderverein für das Kreismuseum Prinzeßhof in Itzehoe.